# Gonzalo Gutiérrez
Gonzalo Gutiérrez, vollständiger Name Enrique Gonzalo Gutiérrez Torres, (* 20. Februar 1981 in Montevideo) ist ein ehemaliger uruguayischer Fußballspieler.

## Spielerkarriere

### Vereine
Der 1,73 Meter große Offensivakteur „Matraca“ Gutiérrez gehörte zu Beginn seiner Karriere von 2000 bis Ende 2001 der Mannschaft des Danubio FC an. Im Jahr 2002 spielte er sodann für den Racing Club de Montevideo. Nach seiner Rückkehr zu Danubio im Januar 2003 war er bei den Montevideanern bis Ende 2004 aktiv. In der Saison 2004 trug er mit zwei Treffern bei 19 Einsätzen in der Primera División zum Gewinn der uruguayischen Meisterschaft bei. In den ersten sechs Monaten des Jahres 2005 war Oriente Petrolero aus Bolivien, in der zweiten Jahreshälfte der honduranische Klub CD Motagua sein Arbeitgeber. Nachdem Gutiérrez sich dem Club Atlético Rentistas hatte, wurde er dort in der Clausura 2006 in elf Partien der höchsten uruguayischen Spielklasse eingesetzt und schoss ein Tor. In der Saison 2006/07 stand Gutiérrez im Kader von Centro Atlético Fénix. Als nächste Vereinsstationen werden Al-Markhiya Sports Club (2007 bis 2008) und Muaither Sports Club (2008 bis 2010) in Katar für ihn geführt. Andere Quellen benennen dagegen zwei Spielzeiten (2007/08 und 2008/09) bei Juventud. Ab August 2010 absolvierte er im Rahmen eines Engagements bei Deportivo Maldonado mindestens 17 Begegnungen in der Segunda División und traf dabei sechsmal ins gegnerische Tor. Mitte Mai 2011 verpflichtete ihn Deportivo Suchitepéquez. Seine Einsatzstatistik bei den Guatemalteken weist 43 Erstligaeinsätze und 24 persönliche Torerfolge für ihn aus. Ab August 2012 setzte er seine Karriere bei Bella Vista fort. In der Sason 2012/13 bestritt er beim Klub aus Montevideo elf Erstligapartien (ein Tor).

### Nationalmannschaft
Gutiérrez gehörte dem Kader der uruguayischen U-20-Nationalmannschaft an, die an der U-20-Südamerikameisterschaft 2001 in Ecuador teilnahm.

### Erfolge
- Uruguayischer Meister: 2004

## Trainerlaufbahn
Im Juli 2015 nahm er an der Seite von Cheftrainer Jorge Fossati das Co-Traineramt beim katarischen Team Al-Rayyan SC an.